# 米约站
米约站，是法国的一个铁路车站，位于法国城市米约。

## 位置
米约站位于米约老城区的北部，贝济耶－讷萨格铁路549.369公里处。车站大致呈南北走向，开口朝东。

## 设施
米约站设有人工售票窗口，其开放时间为每天5:45~21:05。此外，米约站站内还设有自动售票机等设施。

## 历史
米约站所在的贝济耶－讷萨格铁路被称为欧布拉克线（法語：Ligne Aubrac），该铁路曾为法国重要的铁路干线，于20世纪30年代完成了电气化改造。但由于其沿线地形复杂，旅速较慢，加之这一地区人口流失严重，因此在该线上运行的列车数量逐年减少。而2004年米约高架桥的通车，更对这一地区的铁路运输造成了毁灭性的打击。根据铁路部门的预计，该铁路可能将于2018年前后关闭。但沿线居民对此表示不满，希望能够保留该铁路。

## 停靠线路
以下列车线路在米约站停靠：
| 米约站列车线路表               |            |                |                |              |
| 线路                           | 车种       | 上一站         | 下一站         | 大致运行频率 |
| 克莱蒙费朗—贝济耶              | INTERCITÉS | 塞韦拉克勒沙托 | 圣乔治德吕藏松 | 每天1趟      |
| 圣谢利达普谢尔—贝济耶/蒙彼利埃 | TER        | 塞韦拉克勒沙托 | 圣乔治德吕藏松 | 每天1趟      |
| 米约—贝济耶                    | TER        | 塞韦拉克勒沙托 | 圣乔治德吕藏松 | 每天1趟      |
| 罗德兹—米约                    | TER        | 塞韦拉克勒沙托 | （终点）       | 每天2~3趟    |
| 1.                             |            |                |                |              |

## 配套交通

### 长途客车
| 停靠米约站的大巴车        |                           | |
| 上下车地点                | 运营单位                  | 主要线路及目的地 |
| 米约汽车站 （米约站门口） | Flixbus                   | - N717线：巴黎、布尔日、克莱蒙费朗、蒙彼利埃、阿尔勒                                                                            |
| 米约汽车站 （米约站门口） | 大区客运线路 CAR Régional | - 920线：圣阿夫里科、阿勒比 - 923线：阿韦龙的塞韦拉克、罗德兹 - （未命名线路）：圣阿夫里科、蒙彼利埃                            |
| 米约汽车站 （米约站门口） | 阿韦龙省城际客运 MOBI 12  | - 202线：圣罗姆德塞尔农、圣阿夫里科 - 214线：阿韦龙的塞韦拉克、罗德兹 - 215线：阿格萨克、莫斯垂茹勒 - 217线：楠、圣让迪布吕耶勒 |
| 米约汽车站 （米约站门口） | SNCF Car TER              | （当某条铁路线施工或罢工时，SNCF可能会提供途径该线路沿途站点的大巴车）                                                          |
| 1. 2. 3. 4.               |                           | |

### 市内交通
| 米约站附近的市内公共交通线路 |            |                                                                                   |
| 公交车站名称                 | 位置       | 停靠线路                                                                          |
| Place de la Gare 火车站广场  | 米约站门口 | - 1路：米约-克雷角开发区 → 米约-诺拉 - 4路：米约-克雷塞勒开发区 → 米约-马塞布尔勒 |
| Semard 瑟马尔                | 米约站东侧 | - 1路：米约-克雷角开发区 ↔ 米约-诺拉 - 2路：米约-克雷角开发区 ↔ 米约-特鲁西       |
| 1. 2. 3.                     |            |                                                                                   |

### 社会车辆
米约站门口设有社会车辆停车场。

## 临近车站
| 米约站（Gare de Millau）          |                    |                  |
| 上行车站                          | 线路               | 下行车站         |
| 圣乔治德吕藏松站                  | 贝济耶－讷萨格铁路 | 塞韦拉克勒沙托站 |
| - 本表仅显示运营中的线路及车站 1. |                    |                  |